# Teo Bellia
Teo Romano Bellia (Roma, 17 gennaio 1960) è un doppiatore, direttore del doppiaggio, conduttore radiofonico, giornalista e dialoghista italiano.

## Biografia
La sua carriera inizia come disc-jockey e selezionatore musicale a partire dal 1973. Dopo gli esordi in numerose emittenti private, come Radio RDM a Colleferro e altre, e in discoteche come Tamuré sempre a Colleferro, ha incarichi di direttore artistico e organizzativo prima di Radio Hanna IN (1978), poi di Radio Emme (1979) e infine di RDS Radio Dimensione Suono (1980).
La sua voce è famosa nei cartoni animati I Simpson, in cui ha doppiato Boe Szyslak dalla nona stagione in poi, in sostituzione di Pino Insegno; Ciop della Banda Disney dal 1990 in sostituzione di Laura Latini; I Puffi in cui doppia il puffo Sarto; L'incredibile Hulk in cui è la voce narrante nella seconda edizione (1982); He-Man come prima voce nella serie animata cult anni ottanta He-Man e i dominatori dell'universo; Occhi di gatto, in cui doppia Matthew Hisman e in We Bare Bears - Siamo solo orsi dove doppia il koala Nom Nom. Inoltre, è stato la terza voce italiana del pupazzo "Il Capo" di Art Attack, sostituendo Andrea Piovan.
Per il cinema, ha doppiato Michael J. Fox nel primo Ritorno al futuro.
È stato speaker e giornalista di Telemontecarlo dal 1985 al 1993 e conduttore di varie edizioni di TMC News dal 1986 al 1993. Inoltre ha collaborato con Il processo di Biscardi nel 1994, quando andava in onda su TELE+2. Ha coordinato dal 1996 al 2001 prima la redazione sportiva, poi tutta l'informazione di RDS.
Nel 2005 ha vinto un Anello d'oro al Festival "Voci nell'ombra" per la sua direzione del doppiaggio nel telefilm Dragnet.

## Doppiaggio

### Cinema
- Tim Allen in Big Trouble - Una valigia piena di guai, Che fine ha fatto Santa Clause?, Shaggy Dog - Papà che abbaia... non morde, Santa Clause è nei guai, Svalvolati on the road, Ricomincio da zero
- Joe Pesci in Arma letale 2, Arma letale 3, 110 e lode, Arma letale 4
- John Slattery in Iron Man 2, Ant-Man, Captain America: Civil War, Avengers: Endgame
- Michael J. Fox in Ritorno al futuro, Voglia di vincere, See You Yesterday
- Oliver Platt, Gilbert Gottfried e Reni Santoni in Il dottor Dolittle
- Billy Bob Thornton in Bandits
- J. T. Walsh in La casa dei giochi
- Matt Dillon in Tutti pazzi per Mary
- Arsenio Hall in Il principe cerca moglie, Ghost - Fantasma
- Steve Coogan in Pastori e macellai, Joker: Folie à Deux
- Nicolas Cage in Stregata dalla luna
- Dan Aykroyd in Patto con il diavolo
- Martin Short in Mars Attacks!
- Jon Bernthal in Una notte al museo 2 - La fuga
- Philip Seymour Hoffman in Getaway
- Bradley Whitford in Kate & Leopold
- Peter Greene in Pulp Fiction
- Samuel L. Jackson in Jungle Fever
- Nicholas Campbell in La zona morta
- Richard Knox in Wonder Boys
- John Turturro in Il siciliano
- Michael Maloney in Amleto
- Maury Sterling in Beverly Hills Chihuahua
- Christopher Thompson in La rivoluzione francese
- Steve Pemberton e Henry Winkler in 2 Young 4 Me - Un fidanzato per mamma
- Leo Rossi in Sotto accusa
- Mark Feuerstein in Amori & incantesimi
- Yvan Attal in Sono dappertutto
- Park Sang-myeon in Ho sposato una gangster
- Mitchell Whitfield in Mio cugino Vincenzo
- Jay Chandrasekhar in Super Troopers e Super Troopers 2
- François Damiens in Io danzerò
- Jack Mullaney in Un professore fra le nuvole (ridoppiaggio)
- Cameron Daddo in Blackwater Valley Exorcism
- Sven Garrett in Murder-Set-Pieces
- Rolf Lassgård in La spia
- Alexandre Perrier in Generazione Low Cost
- Sebastien Roberts in Mercy
- Xavier Aubert in The Animal Kingdom
- Jouko Puolanto in La morte è un problema dei vivi
- Pete Teo in Stranger Eyes - Sguardi nascosti
- Lennart in UFO Sweden

### Film d'animazione
- Tito in Oliver & Company
- Daffy Duck in Daffy Duck's Quackbusters - Agenzia acchiappafantasmi
- Ciop in Topolino e la magia del Natale, Il bianco Natale di Topolino - È festa in casa Disney
- Artista in Giù per il tubo
- Nigel in Uno zoo in fuga
- Fred Nickle in Ant Bully - Una vita da formica
- Boe Szyslak in I Simpson - Il film, The Good The Bart And The Loki e I Simpson in Plusaversary
- Arlecchino in Pinocchio
- Skiff in Il trenino Thomas - Sodor e il tesoro dei pirati
- Rover in Rover e Daisy
- Nails Il Ragno in Fuga dal mondo dei sogni
- Deviatore Diesel in Il trenino Thomas - Viaggio oltre i confini di Sodor
- Padre in Unicorn Wars
- Morph in Il pianeta del tesoro
- Garfield in Garfield a zampa libera
- Tom in Le stagioni di Louise
- Tom Tucker in La storia segreta di Stewie Griffin
- Sassan in La fortuna di Nikuko
- Orso in Baffo & Biscotto - Missione spaziale

### Serie televisive
- Scott Cohen in Street Time, Allegiance
- Michael Stuhlbarg in Boardwalk Empire - L'impero del crimine
- Toby Jones in Wayward Pines
- Jason Wiles in Scream
- Jay Acovone in La bella e la bestia
- Chris Bauer in True Blood
- Jason Butler Harner in Alcatraz
- John Slattery in Mad Men, Next
- Paul Adelstein in Prison Break
- DJ Jazzy Jeff in Willy, il principe di Bel-Air (stagioni 1-3)
- Ethan Embry in Dragnet
- Robert Duncan McNeill in Star Trek: Voyager
- French Stewart in Mom
- Michael Wolff in The Naked Brothers Band
- Michael Kelly in Black Mirror
- Guido Massri in Dalia delle Fate
- Kaan Çakır in Happiness
- Matt Malloy in Daily Alaskan
- Chris Stanton in M.I. High - Scuola di spie

### Soap opera
- Patrick Duffy (seconda voce) in Dallas
- Rick Springfield (prima voce) in General Hospital
- Nick Testoni in Home & Away

### Telenovelas
- Fábio Jr. in Vite rubate
- Norberto Díaz in Milagros, Renzo e Lucia, Perla nera
- Raúl Taibo in Vendetta di una donna
- Jaime Lozàno in Cuore selvaggio
- Ney Latorraca in Avenida Paulista
- Roberto Ballestreros in Soledad
- Nelson Segre in Piccola Cenerentola
- Jorge López in Io sono Franky
- Eric Noriega in Leonela
- Víctor Cámara in Capriccio e passione

### Cartoni animati
- Boe Szyslak (dalla st. 9, terza voce e principale), Disco Stu (seconda voce) e Ned Flanders (prima voce) (st. 1-2) nei Simpson
- Ciop in Cip & Ciop agenti speciali, Mickey Mouse Works, House of Mouse - Il Topoclub, La casa di Topolino
- Professor Roy Hinkley Jr. in L'isola delle 1.000 avventure, Il pianeta delle 1.000 avventure
- Yoshiu in Io sono Teppei!
- Wong in Babil Junior, la leggenda
- Fruttivendolo in Il fantastico mondo di Richard Scarry
- Oceano Pacifico in Corto Maltese
- Scorponok in Transformers: Energon
- Porkstrong in Pig City
- Tyrannicus in Animalia
- L'Imbroglione in The Secret Show
- Narratore in Word Girl
- Sig. Beakman in 3rd & Bird - Via degli uccellini n. 3
- Nesmith in Planet Sheen
- Alan Chan in Il clan di Charlie Chan
- Hayato Taki in Arrivano i Superboys
- Platos in Moby Dick 5
- Gallade di Goh (st. 10-22) in Pokémon
- Agente di sicurezza in Bryger
- Salomone in Superbook
- He-Man (1^voce) in He-Man e i dominatori dell'universo
- Mac Metaphor in Ultimate Muscle
- Fefè in Sitting Ducks
- Buck Rockgut in I pinguini di Madagascar
- Diesel in Il trenino Thomas[2] (serie 2010)
- Teddy in Bob's Burgers
- Tom Tucker nei Griffin
- Matthew Hisman in Occhi di gatto
- Professor Gunnar Maelstrom in Carmen Sandiego
- Shiro Shinobi in La leggenda di Korra
- Ace Palmero in The Replacements - Agenzia sostituzioni
- Doc Samson in Hulk e gli Agenti S.M.A.S.H.
- Harry Clown in Miraculous - Le storie di Ladybug e Chat Noir
- Nom Nom in We Bare Bears - Siamo solo orsi
- Linneo in Linneo e Anna
- Rixel in Mia and Me (2a voce)
- Teradein Neutral in Hunter × Hunter
- Sindaco Chrome in L'inarrestabile Yellow Yeti

### Videogiochi
- Boe (Moe) Szyslak in I Simpson - Il Videogioco (2007)[3]
- Speaker BnL in Wall•E (2008)[4]
- Padre di Ash e Signor Green in Concrete Genie (2019)[5]
- Delamain in Cyberpunk 2077 (2020)[6]

## Filmografia
- Cento giorni a Palermo, regia di Giuseppe Ferrara (1984)
- Il generale Dalla Chiesa, regia di Giorgio Capitani – miniserie TV (2007)